# Путивцев, Владимир Игнатьевич
Владимир Игнатьевич Путивцев — советский хозяйственный, государственный и политический деятель.

## Биография
Родился в 1926 году в с. Ракитное Белгородской области. Член КПСС.
В 1943—1952 гг. служил в армии, участник Великой Отечественной войны. Гонщик, чемпион Советского Союза в классе мотоциклов с коляской.
После демобилизации вернулся в Ракитное: рабочий, второй, первый секретарь райкома комсомола.
В 1960 году окончил Харьковский университет.
В 1961—1966 гг. первый секретарь Старооскольского райкома КПСС, затем — зав. отделом лёгкой и пищевой промышленности, заместитель председателя Белгородского облисполкома.
С 1970 по 1983 г. первый секретарь Белгородского горкома КПСС.
Делегат XXIV, XXV и XXVI съездов КПСС. Почётный гражданин города Белгорода.
Умер в Белгороде 10 ноября 2006 года.